# イアン・ブルマ

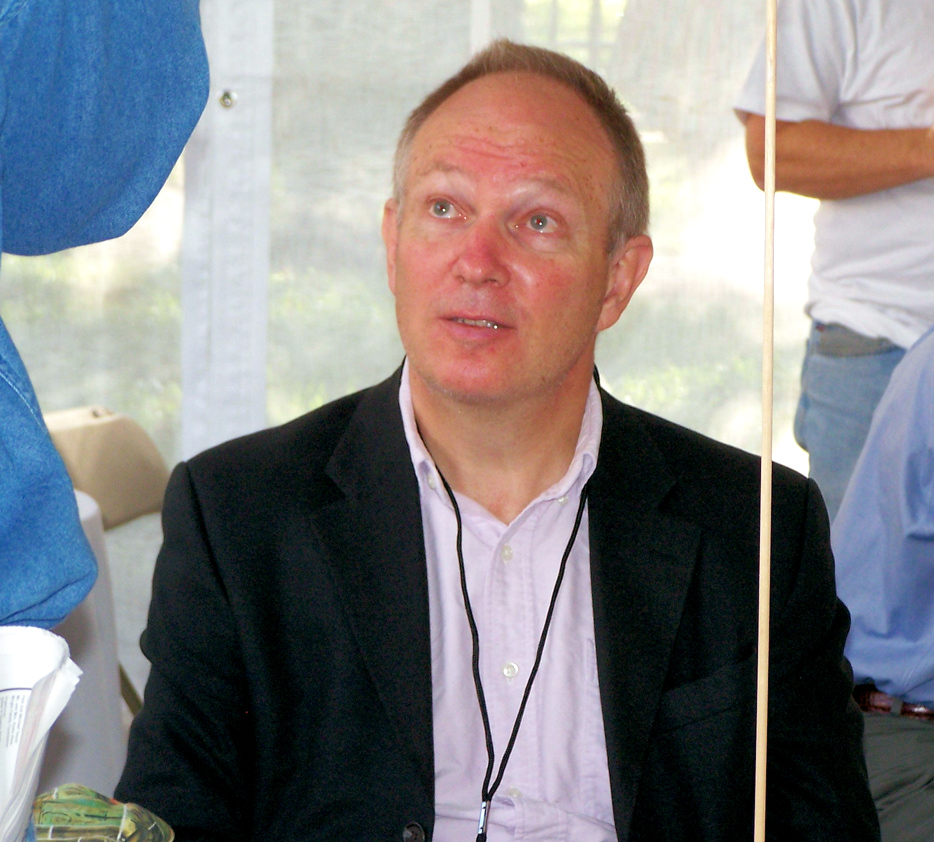
イアン・ブルマ

イアン・ブルマ（Ian Buruma, 1951年12月28日 -）はオランダの著作家・ジャーナリスト。オランダ人の父とイギリス人の母の間に、オランダの首都ハーグで生まれる。
ライデン大学で中国文学を学ぶ。在学中に、アムステルダム公演の寺山修司の「天井桟敷」に出会って衝撃を受け、日本に留学し、1975年～1977年に日本大学芸術学部で日本映画を学ぶ。
その後、東京、香港、ロンドンなどでジャーナリストとして活躍する。2003年から2017年までバード大学のポール・W・ウィリアムズ教授（人権・ジャーナリズム）を務めた。ニューヨーク在住。2008年エラスムス賞受賞。

## 著書
- A Japanese mirror: Heroes and Villains of Japanese Culture, Cape, 1984.
  - 『日本のサブカルチャー ―大衆文化のヒーロー像』、山本喜久男訳、TBSブリタニカ、1986年
- God's dust: a modern Asian journey, Farrar Straus Giroux, 1989.
- Playing the Game, Jonathan Cape, 1991.
- The Wages of Guilt: Memories of War in Germany and Japan, Farrar, Straus, Giroux, 1994.
  - 『戦争の記憶――日本人とドイツ人』、石井信平訳、TBSブリタニカ、1994年／筑摩書房〈ちくま学芸文庫〉、2003年
- The Missionary and the Libertine: Love and War in East and West, Faber and Faber, 1996.
  - 『イアン・ブルマの日本探訪――村上春樹からヒロシマまで』、石井信平訳、TBSブリタニカ、1998年
- Anglomania: a European Love Affair, Random House, 1998.
- Voltaire's Coconuts, or, Anglomania in Europe, Weidenfeld & Nicolson, 1999.
- Bad Elements: Chinese Rebels from Los Angeles to Beijing, Random House, 2001.
- Inventing Japan, 1853-1964, Modern Library, 2003.
  - 『近代日本の誕生』、小林朋則訳、ランダムハウス講談社「クロノス選書」、2006年
- Murder in Amsterdam: The Death of Theo van Gogh and the Limits of Tolerance, Penguin Press, 2006.

The China Lover, Penguin Press, 2008.
- Taming the Gods: Religion and Democracy on Three Continents, Princeton University Press, 2010.
- Year Zero: A History of 1945, Penguin Press, 2013.
  - 『廃墟の零年 1945』、三浦元博・軍司泰史訳、白水社、2015年
- A Tokyo Romance, Penguin Books, 2018.
- 『暴力とエロスの現代史―戦争の記憶をめぐるエッセイ』、堀田江理訳、人文書院、2018年。日本版オリジナル

### 共著
- Occidentalism: the West in the Eyes of Its Enemies, with Avishai Margalit, Penguin Press, 2004.
  - アヴィシャイ・マルガリートと『反西洋思想』、堀田江理訳、新潮社〈新潮新書〉、2006年